# Kwon Sang-woo
Kwon Sang Woo (sinh ngày 5 tháng 8 năm 1976) là nam diễn viên Hàn Quốc được biết đến qua các phim My Tutor Friend, Nấc thang lên thiên đường, 71: Into the Fire.

## Cuộc sống cá nhân
Không giống như nhiều ngôi sao nam Hàn Quốc phải hoàn thành nghĩa vụ quân sự bắt buộc khi họ đang trên đỉnh cao của sự nghiệp, Kwon Sang-woo đã hoàn thành nghĩa vụ quân sự từ trước khi trở thành diễn viên.
Mẹ của Kwon Sang-woo là một người Công giáo La Mã, và được anh ấy thể hiện vai diễn trong film "mật mã tình yêu /Cha sứ biết yêu" (Love, So Divine), trong đó anh đóng vai một cha sứ. Tên xác nhận của anh ấy là Francisco.
Kwon Sang-woo kết hôn với nữ diễn viên và cựu Hoa hậu Hàn Quốc Son Tae-young tại khách sạn Shilla vào ngày 28 tháng 9 năm 2008. Vào ngày 6 tháng 2 năm 2009, vợ anh sinh hạ một đứa con trai đầu lòng, được đặt tên là Luke (biệt danh là Rookie). Đứa con thứ hai của họ, một cô con gái, chào đời ngày 10 tháng 1 năm 2015.

## Các bộ phim đã từng tham gia

### Phim truyền hình
| Năm       | Tựa                                            | Vai                               | Đóng với                                  | Đài  |
| --------- | ---------------------------------------------- | --------------------------------- | ----------------------------------------- | ---- |
| 2001      | Delicious Proposal (Lời cầu hôn ngọt ngào)     | Lee Choon-shik                    |                                           | MBC  |
| 2001      | Legend                                         | Yang Dol-man                      |                                           | SBS  |
| 2002      | We Are Dating Now (Chuyện hẹn hò)              | Yoon Ho-jae                       |                                           | SBS  |
| 2003      | Into the Sun                                   | Kang Seok-min                     |                                           | SBS  |
| 2003      | Stairway to Heaven (Nấc thang lên thiên đường) | Cha Song-joo                      | Choi Ji-woo, Kim Tae-hee, Shin Hyun-joon  | SBS  |
| 2005      | Sad Love Story (Bản tình ca buồn)              | Seo Joon-young/Choi Joon-kyu      | Yoo Seung-ho, Kim Hee-sun, Yeon Jung-hoon | MBC  |
| 2007      | Cruel Love (Tình yêu tuyệt vọng)               | Kang Yong-ki                      | Lee Yo-won, Kim Sung-soo, Cha Ye-ryeon    | KBS2 |
| 2009      | Cinderella Man (Chàng trai đa tài)             | Oh Dae-san/Lee Joon-hee           | Yoona, Han Eun-jung, Song Chang Ui        | MBC  |
| 2010      | Daemul (Đại nghiệp)                            | Ha Do-ya                          |                                           | SBS  |
| 2011      | Fuyu no Sakura                                 | Himself (cameo, episode 8)        |                                           | TBS  |
| 2013      | Queen of Ambition (Nữ hoàng tham vọng)         | Ha Ryu/Cha Jae-woong              | Soo Ae                                    | SBS  |
| 2013      | Medical Top Team (Đội ngũ danh y)              | Park Tae-shin                     | Jung Ryeo-won                             | MBC  |
| 2014      | Temptation (Cám dỗ)                            | Cha Seok-hoon                     | Choi Ji-woo, Park Ha-sun                  | SBS  |
| 2017      | Queen of Mystery (Nữ hoàng bí ẩn)              | Ha Wan-seung                      | Choi Kang Hee                             | KBS2 |
| 2018      | Queen of Mystery 2 (Nữ hoàng bí ẩn 2)          | Ha Wan-seung                      | Choi Kang Hee                             | KBS2 |
| 2020-2021 | Delayed Justice (Bộ đôi công lý)               | Park Tae-yong                     | Bae Seong-woo / Jung Woo-sung             | SBS  |
| 2022      | Why Her (Tại Sao Lại Là Oh Soo Jae?)           | Jung Hyeon-soo (Cameo, episode 1) |                                           | SBS  |
| 2022      | Curtain call (Hạ màn)                          | Bae Dong-jae                      |                                           | KBS2 |

### Phim điện ảnh
| Năm  | Tựa                                                                 | Vai                     | Đóng với                                                |
| ---- | ------------------------------------------------------------------- | ----------------------- | ------------------------------------------------------- |
| 2001 | Volcano High                                                        | Song Hak-rim            |                                                         |
| 2002 | Make It Big                                                         | Lee Woo-seob            |                                                         |
| 2003 | My Tutor Friend (Cô bạn gia sư)                                     | Kim Ji-hoon             | Kim Ha-neul, Gong Yoo                                   |
| 2004 | Once Upon a Time in High School (Một thời học sinh)                 | Kim Hyun-soo            |                                                         |
| 2004 | Love, So Divine                                                     | Kim Kyu-shik            | Ha Ji-won                                               |
| 2006 | Running Wild                                                        | Jang Do-young           |                                                         |
| 2006 | Almost Love                                                         | Lee Ji-hwan             |                                                         |
| 2008 | Fate                                                                | Jo Cheol-joong          |                                                         |
| 2009 | More Than Blue (Mong em hạnh phúc)                                  | Kang Chul-gyu ("K")     |                                                         |
| 2010 | California - High Noon                                              |                         |                                                         |
| 2010 | 71: Into the Fire                                                   | Goo Kap-jo              |                                                         |
| 2011 | Pained                                                              | Nam-soon                |                                                         |
| 2012 | Shadows of Love                                                     | Kwon Jung-hoon          |                                                         |
| 2012 | CZ12 (12 con giáp)                                                  | Simon                   | Thành Long, Liêu Phàm, Diêu Tinh Đồng                   |
| 2015 | The Honey Enemy                                                     |                         |                                                         |
| 2015 | The Accidental Detective (Thám tử gà mơ)                            | Kang Dae-man            | Sung Dong-il, Seo Young-hee                             |
| 2018 | The Accidental Detective 2: In Action (Thám tử gà mơ: Bộ ba khó đỡ) | Kang Dae-man            |                                                         |
| 2019 | Love, Again (Chồng cũ, tình mới)                                    | Jo Hyun-woo             | Lee Jung-hyun, Lee Jong-Hyuk                            |
| 2019 | The Divine Move: Ghost Move                                         | Gwi-soo                 | [ 2 ]                                                   |
| 2020 | Hitman: Agent Jun (Sát thủ vô cùng cực)                             | Joon Yeong / Agent Joon | Jung Joon-ho, Hwang Jin-hee, Lee Yi-kyung, Heo Sung-tae |
| 2021 | A Year-End Medley                                                   | Celebrities             |                                                         |
| 2022 | The Pirates: The Last Royal Treasure                                | Bu Heung-Soo            |                                                         |
| 2023 | Switch                                                              | Park Kang               |                                                         |

### MV
| Năm  | Tựa                                                   | Ca sĩ                  | Đóng với                         |
| ---- | ----------------------------------------------------- | ---------------------- | -------------------------------- |
| 2000 | "Smile Smile"                                         | Papaya                 |                                  |
| 2000 | "It's All Right"                                      | Circle                 |                                  |
| 2001 | "I Wish You Happiness" (Joy Project - 1 Year of Love) | Why                    | Ryu Si-won, Lee Yo-won, Gong Yoo |
| 2001 | "First Love"                                          | Ji Young-sun           | Moon Geun-young                  |
| 2002 | "I Can't Tell"                                        | Cha Eun-ju             | Kim Joo-hyuk                     |
| 2002 | "Ace of Sorrow"                                       | Jo Sung-mo             | Jung Joon-ho, Shin Eun-kyung     |
| 2003 | "Project X"                                           |                        | Cha Seung-won, Kim Min-jung      |
| 2005 | "Sad Love Story"                                      | Yoon Gun               | Kim Hee-sun, Song Seung-heon     |
| 2005 | "Anyclub"                                             | Eric Mun and Lee Hyori | Eric Mun, Lee Hyori              |